# Hypselobarbus curmuca
Hypselobarbus curmuca är en fiskart som först beskrevs av Hamilton, 1807.  Hypselobarbus curmuca ingår i släktet Hypselobarbus och familjen karpfiskar. IUCN kategoriserar arten globalt som starkt hotad. Inga underarter finns listade i Catalogue of Life.